# Pamela Mitford
Pamela Mitford, född 25 november 1907, död 12 april 1994 i London, var en brittisk godsförvaltare. Hon är känd som en av de sex systrarna Mitford.
Pamela Mitford var andra dotter och andra barn till David Freeman-Mitford, 2:e Lord Redesdale (1878–1958) och Sydney, Lady Redesdale, f. Bowles, (1880–1963). 
Hon var i flera år anställd som förvaltare av Biddesden, ett gods som tillhörde hennes svåger Bryan Guinness, 2nd Baron Moyne. Hon gifte sig 1936 med den brittiska miljonären Derek Jackson. Hon skilde sig 1951 och levde sedan fram till 1972 med Giuditta Tommasi.